# Noorderhaaks
Noorderhaaks, conosciuta anche come Razende Bol, è un'isola dei Paesi Bassi situata nel Mare del Nord costituita da un banco di sabbia.
L'isola fa parte delle Isole Frisone Occidentali ed è situata nell'estremo sud-ovest dell'arcipelago, in prossimità dell'isola di Texel di fronte all'estremità settentrionale della parte continentale della provincia dell'Olanda Settentrionale di cui fa parte. Il banco di sabbia si estende su una superficie di circa cinque chilometri quadrati e la superficie varia a causa della marea e la natura dinamica della zona. Noorderhaaks si sposta verso est con una velocità di circa 100 metri l'anno.
Il banco di sabbia è disabitato e frequentato da turisti. Talvolta è anche usato come campo di addestramento per la marina militare e aeronautica dei Paesi Bassi. Vista la presenza sporadica dell'uomo, l'isola è un rifugio per foche ed uccelli marini.